# Helter Skelter (cançó)
Helter Skelter és una cançó de la formació de rock britànica The Beatles que va ser llançada el 1968 amb el seu doble àlbum també anomenat The Beatles, sovint conegut com "The White Album". Va ser escrita per Paul McCartney i acreditada a la signatura comuna Lennon-McCartney. La cançó era un intent de crear un so tan fort i brut com fos possible. L'enregistrament de The Beatles ha estat conegut pel seu rugit proto-metall i és considerat pels historiadors de música com una influència clau en el primer desenvolupament del heavy metal. La revista Rolling Stone va classificar "Helter Skelter" 52è en la seva llista de les "100 cançons més grans de The Beatles".

## Escriptura i inspiració

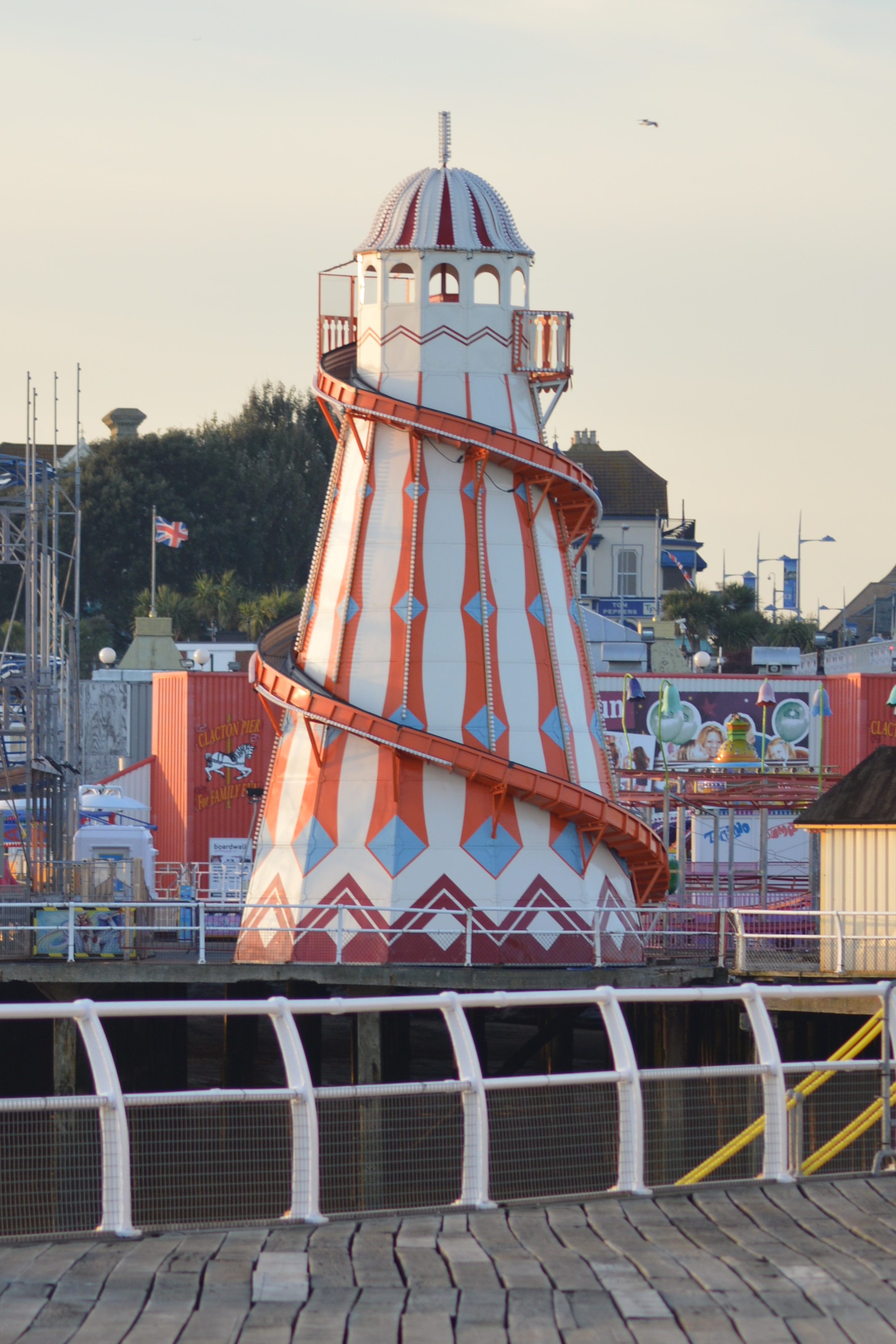
Helter skelter en Clacton Pier, en el comtat anglès d'Essex

McCartney es va inspirar per escriure la cançó després de llegir al 1967 una entrevista de la revista Guitar Player amb Pete Townshend de The Who on va descriure el seu darrer senzill, "I Can See for Miles", com la cançó més forta, rabiosa i bruta que havia gravat mai The Who. McCartney va escriure Helter Skelter per tenir <<la veu més estrident, la bateria més forta, etc.>> i va dir que estava <<utilitzant el símbol d'un helter skelter com un passeig d'allò més alt a allò més baix; l'ascens i la caiguda de l'Imperi Romà - i això era la caiguda, la defunció.>> En anglès britànic, helter skelter és una instal·lació de parc d'atraccions amb un alt tobogan que gira al voltant d'una torre cilíndrica. McCartney ha citat aquesta cançó com a resposta als crítics que l'acusaven d'escriure únicament balades.
El 20 de novembre de 1968, dos dies abans de l'estrena de The Beatles,  McCartney va oferir a Radio Luxembourg una entrevista exclusiva, en què va comentar diverses de les cançons de l'àlbum. Parlant de Helter Skelter, va dir: <<Umm, això només va ser perquè vaig llegir una ressenya d'un disc que va dir: 'i aquest grup ens va fer salvatges, hi ha ressò a tot, criden fins que la veu se'ls apaga'. I només recordo pensar ,'Oh, seria genial fer-ne una. Llàstima que ho hagin fet. Ha de ser gran fer una gravació realment cridant.' I llavors vaig sentir el seu disc i era bastant directe, molt sofisticat. No era aspre, cridaner i gravat amb eco en absolut. Així que vaig pensar, 'Bé, ho farem així, llavors.' I tenia aquesta cançó anomenada Helter Skelter, que és només una cançó ridícula. I així ho vam fer, perquè 'm'agrada el soroll'>>

## Enregistrament
La cançó va ser gravada moltes vegades a les sessions de The Beatles. El 18 de juliol de 1968, van gravar una versió de la cançó que durava 27 minuts i 11 segons, encara que aquesta és bastant lenta i hipnòtica, molt diferent del volum i la cruesa de la versió de l'àlbum[13]. Un altre enregistrament d'el mateix dia, originalment de 12 minuts, es va retallar fins a 4:37 per a Anthology 3. El 9 de setembre, es van registrar 18 preses d'uns cinc minuts i l'última va ser presentada com LP original.[12] Després de la presa 18, Ringo Starr va llançar les seves baquetes a través de l'estudi[14] i va cridar <<tinc butllofes als dits!"[5][12]>> El crit de Starr va ser inclòs en la barreja estereofònica de la cançó. Al voltant del minut 3:40, la cançó s'esvaeix completament, torna gradualment, s'esvaeix un altre cop i finalment es desfà ràpidament amb tres xocs i el crit de Ringo (algunes fonts erròniament acrediten la línia de blisters a Lennon. De fet, es pot escoltar a Lennon preguntant "Com?" abans de l'esclat de Ringo)[15]. La versió mono (al principi, només en LP) finalitza en el primer fadeout sense l'esclat de Starr. Aquesta no va ser inicialment disponible als EUA, ja que els àlbums mono havien estat eliminats; seria alliberada més tard en la versió americana de l'àlbum Rarities. El 2009, es va posar a disposició en el disc compacte de reedició mono de The Beatles com a part del set Beatles in Mono.
Segons Chris Thomas, que hi era present, la sessió del 9 de setembre va tenir un esperit especial: «Mentre Paul feia el seu vocal, George Harrison va disparar un cendrer i va rodar per l'estudi amb ell sobre el cap, fent un Arthur Brown.» El record de Starr és menys detallat, però accepta l'esperit: «Helter Skelter va ser una pista que vam realitzar amb tota la bogeria i la histèria a l'estudi. De vegades, només havies de desinhibir-te.»

## Reacció crítica
Entre els crítics musicals que comenten Helter Skelter, Richie Unterberger d'Allmusic el considera <<un dels rocks més ferotges i brutals fet per qualsevol>> i <<extraordinari>>. Per MusicHound el 1999, l'editor de Guitar World Christopher Capelliti va identificar la pista com un dels tres <<destacats fascinants>> del White Album.[17] Tot i admirar la diversitat de les composicions de McCartney en l'àlbum, Mark Richardson de Pitchfork cita Helter Skelter com una de <<les melodies més aspres i crues en l'obra de The Beatles>>
Ian MacDonald era altament crític amb la cançó, anomenant-la <<Ridícula. McCartney cridant de broma sobre un teló de fons massiu amb ressonàncies fora de sintonia".[19] Rob Sheffield tampoc va ser impressionat, escrivint en The Rolling Stone Album Guide (2004) que, després del llançament de l'àlbum doble en CD, <<ara podeu programar 'Sexy Sadie' i 'Long, Long, Long' sense haver d'aixecar l'agulla per ometre Helter Skelter>>. Alan W. Pollack va dir que la cançó <<espanta i desestabilitza>> els oients, citant la <<naturalesa obsessiva>> i la <<violència subterrània>> de Helter Skelter i va anotar que el <<salvatge lliurament vocal>> de McCartney reforçava la seva opinió.
En una entrevista de 1980, Lennon va dir <<això es Paul completament... No té res a veure amb res i menys res a veure amb mi.>>
El març de 2005, la revista Q va classificar Helter Skelter 5ena en la llista de 100 Millors Pistes de Guitarra.

## Reacció de Charles Manson
L'assasí en sèrie Charles Manson va dir els seus seguidors que diverses cançons del White Album, incloent-hi Helter Skelter, eren part de la profecia codificada de The Beatles d'una guerra apocalíptica sobre el tractament dels negres en què els blancs racistes i els no racistes es manipularien fins a la pràctica exterminació. Després de la conclusió de la guerra, després que els militants negres matessin els pocs blancs que haurien sobreviscut, Manson i els seus companys sortirien d'una ciutat subterrània en què haurien fugit del conflicte. Com els únics blancs restants, governarien als negres qui, segons la seva visió, serien incapaços de gestionar Amèrica. Manson va emprar helter skelter com el terme per a aquesta seqüència d'esdeveniments.
El fiscal adjunt de Los Angeles Vincent Bugliosi, qui va dirigir l'enjudiciament de Manson i quatre dels seus seguidors els quals van actuar sota la seva instrucció en els assassinats Tate-LaBianca, va anomenar el seu best-seller sobre els assassinats Helter Skelter. El llibre va ser la base per dues pel·lícules televisives homònimes.

## Versions
- El 1975, Aerosmith va gravar una versió de Helter Skelter, però no va ser llançada fins al 1991, en la compilació [[Pandora's Box[3]]][3][3][3] La versió va obtenir la posició 21 al rànquing Mainstream Rock Tracks.
- El 1978, Siouxsie and the Banshees va llançar una de les primeres versions de la cançó en el seu àlbum debut The Scream.
- El 1981, Pat Benatar va incloure una versió de la cançó en el seu àlbum Precious Time.
- El 1983, The Bobs va llançar una versió a cappella en el seu àlbum homònim[4] El 1984, aquesta versió va guanyar una nominació als Grammy per Grammy al Millor Arranjament per una o dues veus[5]
- El 1983, va aparèixer un remake de la cançó en l'àlbum de Mötley Crüe Shout at the Devil.
- El 1988, una versió de U2 va ser utilitzada com la pista d'obertura en el seu àlbum Rattle and Hum. La cançó va ser enregistrada en directe al McNichols Sports Arena de Denver, Colorado el 8 de novembre de 1987.[6] Presentant la cançó, Bono va dir polèmicament "Aquesta és una cançó la qual Charles Manson va robar dels Beatles. Estem recuperant-la."[7]
- El 1989 Bow Wow va gravar Helter Skelter, va llançar-la coma a senzill i va anomenar el seu àlbum amb el mateix títol.
- El 1997 Oasis va gravar una versió de Helter Skelter, però no va ser editada fins al seu single de l'any 2000 Who Feels Love? com a cara B. També van interpretar la cançó en la gira mundial que promovia el seu quart àlbum Standing on the Shoulder of Giants a principis dels anys 2000. Es va gravar una versió en viu per al seu àlbum en directe Familiar to Millions.
- El 2007 Dana Fuchs va interpretar la cançó a la pel·lícula Across the Universe.
- El 2007 Beatallica va gravar una paròdia anomenada Helvester of Skelter, la qual també era una paròdia de la cançó de Metallica Harvester of Sorrow.
- El 2018 Dr. Pepper's Jaded Hearts Club Band versiona la cançó durant les seves sessions en viu.

## Actuacions en directe de Paul McCartney
Des de 2004 McCartney ha interpretat la cançó amb la seva formació en cada gira, a partir del 24 de maig de 2004 i durant la gira d'estiu 2004, la gira 'US' (2005), la Summer Live '09 (2009), la gira Good Evening Europe (2009), la gira Up and Coming (2010/2011), la gira On the Run (2011/2012) i la gira Out There, que va començar el 4 de maig de 2013. En les últimes gires, la cançó és interpretada generalment al tercer encore, és a dir, l'última vegada que la formació surt a l'escenari. És normalment la penúltima cançó, interpretada després que "Yesterday" i abans del final, incloent The End. Paul va interpretar la cançó en la seva gira One on One al Fenway Park el 17 de juliol de 2016 acompanyat per Bob Weir de The Grateful Dead i el jugador de futbol americà dels New England Patriots Rob Gronkowski.
McCartney va interpretar en viu la cançó al 48è Premi Anual dels Grammy el 8 de febrer de 2006 al Staples Center en Los Angeles. El 2009, McCartney també va interpretar-la en directe a la part superior del Teatre Ed Sullivan durante la seva aparició al Late Show amb David Letterman.
La versió de la cançó de l'àlbum en viu Good Evening New York City, gravada durant la gira Summer Live '09, va ser nominada als 53è Premis Grammy per Millor interpretació vocal de rock solista. Va guanyar, convertint-se en el primer Grammy de McCartney en solitari des que va guanyar per arranjar Uncle Albert/Admiral Halsey el 1972.
McCartney va obrir el seu fragment del concert benèfic 12-12-12: The Concert for Sandy Relief amb la cançó.

## Personal
- Paul McCartney - veu principal, guitarra elèctrica, piano
- John Lennon - veu secundària, baix de sis cordes, guitarra elèctrica, efectes de so (a través d'instruments de llautó)
- George Harrison - veu secundària, guitarra rítmica, guitarra elèctrica, efectes de so
- Ringo Starr - bateria, campana, crit
- Mal Evans - trompeta